# Daren Puppa
Daren James Puppa (né le 23 mars 1965 à Kirkland Lake, dans la province de l'Ontario au Canada) est un joueur professionnel retraité de hockey sur glace ayant évolué à la position de gardien de but.

## Carrière
Bien qu'il soit repêché en 1981 par les Bulls de Belleville de la Ligue de hockey de l'Ontario, Daren Puppa obtient la possibilité de poursuivre ses études au Rensselaer Polytechnic Institute dont il rejoint l'équipe, les Engineers avec lesquels il évolue durant deux saisons.
Au cours de la conversation qui suivit, Ralph Backstrom, qui était alors entraîneur-chef des Pioneers de l'université de Denver, expliqua à Bowman son désappointement de ne pas avoir Puppa en ses rangs car il le croyait très doué. Ceci éveilla la curiosité du directeur général et il assigna en secret des recruteurs sur ce jeune. Impressionné du rendement du jeune gardien, c'est au quatrième tour du repêchage de 1983, que Bowman et les Sabres réclamèrent cet inconnu. 
Puppa devient joueur professionnel dès la saison suivante et lors de son premier match dans la LNH, le 1er novembre 1985, il obtient sa première victoire par un blanchissage de 2 à 0.
Les Sabres ayant comme gardien numéro un Tom Barrasso, Daren Puppa doit patienter durant ses trois premières saisons professionnel, qu'il partage entre Buffalo et leur club affilié dans la Ligue américaine de hockey, les Americans de Rochester, avant d'obtenir un poste définitif au sein du grand club. Il s'impose dès lors comme étant un gardien de premier plan, accumulant 33 victoires et étant un des finalistes pour l'obtention du trophée Vézina en 1990.
Il est échangé aux Maple Leafs de Toronto en 1993 en retour notamment du gardien Grant Fuhr. Il ne joue cependant que huit rencontres avec ces derniers avant d'être réclamé lors de la première vague du repêchage d'expansion de 1993 par les Panthers de la Floride. Puis, au cours de la deuxième vague, c'est le Lightning de Tampa Bay qui le réclame à leur tour.
Il devient alors le gardien numéro un du club, poste qu'il conserve durant trois saisons, aidant au passage ces derniers à atteindre les séries éliminatoires pour la première fois de leur histoire en 1996.
Les blessures ont par la suite raison de lui ; incapable de tenir une saison complète sans visiter l'infirmerie, Daren Puppa annonce au cours de la saison 1999-2000 son retrait de la compétition.

## Statistiques
| Saison     | Équipe                    | Ligue      |     | Saison régulière | Saison régulière | Saison régulière | Saison régulière | Saison régulière | Saison régulière | Saison régulière | Saison régulière | Saison régulière | Saison régulière |    | Séries éliminatoires | Séries éliminatoires | Séries éliminatoires | Séries éliminatoires | Séries éliminatoires | Séries éliminatoires | Séries éliminatoires | Séries éliminatoires | Séries éliminatoires |
| Saison     | Équipe                    | Ligue      | PJ  | V                | D                | Pr/N             | Min              | BC               | Moy              | % Arr            | Bl               | Pun              | PJ               | V  | D                    | Min                  | BC                   | Moy                  | % Arr                | Bl                   | Pun                  |                      |                      |
| 1983-1984  | Engineers de Rensselaer   | ECAC       | 32  | 24               | 6                | 0                |                  |                  | 2,94             |                  | 0                |                  |                  |    |                      |                      |                      |                      |                      |                      |                      |                      |                      |
| 1984-1985  | Engineers de Rensselaer   | ECAC       | 32  | 31               | 1                | 0                |                  |                  | 2,56             |                  | 0                |                  |                  |    |                      |                      |                      |                      |                      |                      |                      |                      |                      |
| 1985-1986  | Sabres de Buffalo         | LNH        | 7   | 3                | 4                | 0                |                  |                  | 3,16             |                  | 1                |                  |                  |    |                      |                      |                      |                      |                      |                      |                      |                      |                      |
| 1985-1986  | Americans de Rochester    | LAH        | 20  | 8                | 11               | 0                |                  |                  | 4,34             |                  | 0                |                  |                  |    |                      |                      |                      |                      |                      |                      |                      |                      |                      |
| 1986-1987  | Sabres de Buffalo         | LNH        | 3   | 0                | 2                | 1                |                  |                  | 4,24             |                  | 0                |                  |                  |    |                      |                      |                      |                      |                      |                      |                      |                      |                      |
| 1986-1987  | Americans de Rochester    | LAH        | 57  | 33               | 14               | 0                |                  |                  | 2,8              |                  | 1                |                  | 16               | 10 | 6                    |                      |                      | 3,05                 |                      | 1                    |                      |                      |                      |
| 1987-1988  | Sabres de Buffalo         | LNH        | 17  | 8                | 6                | 1                |                  |                  | 4,19             | 87               | 0                |                  | 3                | 1  | 1                    |                      |                      | 4,7                  | 83,6                 | 0                    |                      |                      |                      |
| 1987-1988  | Americans de Rochester    | LAH        | 26  | 14               | 8                | 2                |                  |                  | 2,76             |                  | 2                |                  | 2                | 0  | 1                    |                      |                      | 2,78                 |                      | 0                    |                      |                      |                      |
| 1988-1989  | Sabres de Buffalo         | LNH        | 37  | 17               | 10               | 6                |                  |                  | 3,37             | 88,9             | 1                |                  |                  |    |                      |                      |                      |                      |                      |                      |                      |                      |                      |
| 1989-1990  | Sabres de Buffalo         | LNH        | 56  | 31               | 16               | 6                |                  |                  | 2,89             | 90,3             | 1                |                  | 6                | 2  | 4                    |                      |                      | 2,43                 | 92,1                 | 0                    |                      |                      |                      |
| 1990-1991  | Sabres de Buffalo         | LNH        | 38  | 15               | 11               | 6                |                  |                  | 3,38             | 88,5             | 2                |                  | 2                | 0  | 1                    |                      |                      | 7,42                 | 78,3                 | 0                    |                      |                      |                      |
| 1991-1992  | Sabres de Buffalo         | LNH        | 33  | 11               | 14               | 4                |                  |                  | 3,89             | 87,8             | 0                |                  |                  |    |                      |                      |                      |                      |                      |                      |                      |                      |                      |
| 1991-1992  | Americans de Rochester    | LAH        | 2   | 0                | 2                | 0                |                  |                  | 4,54             |                  | 0                |                  |                  |    |                      |                      |                      |                      |                      |                      |                      |                      |                      |
| 1992-1993  | Sabres de Buffalo         | LNH        | 24  | 11               | 5                | 4                |                  |                  | 3,58             | 89               | 0                |                  |                  |    |                      |                      |                      |                      |                      |                      |                      |                      |                      |
| 1992-1993  | Maple Leafs de Toronto    | LNH        | 8   | 6                | 2                | 0                |                  |                  | 2,26             | 92,2             | 2                |                  | 1                | 0  | 0                    |                      |                      | 3                    | 85,7                 | 0                    |                      |                      |                      |
| 1993-1994  | Lightning de Tampa Bay    | LNH        | 63  | 22               | 33               | 6                |                  |                  | 2,71             | 89,9             | 4                |                  |                  |    |                      |                      |                      |                      |                      |                      |                      |                      |                      |
| 1994-1995  | Lightning de Tampa Bay    | LNH        | 36  | 14               | 19               | 2                |                  |                  | 2,68             | 90,5             | 1                |                  |                  |    |                      |                      |                      |                      |                      |                      |                      |                      |                      |
| 1995-1996  | Lightning de Tampa Bay    | LNH        | 57  | 29               | 16               | 9                |                  |                  | 2,46             | 91,8             | 5                |                  | 4                | 1  | 3                    |                      |                      | 4,85                 | 83,7                 | 0                    |                      |                      |                      |
| 1996-1997  | Lightning de Tampa Bay    | LNH        | 6   | 1                | 1                | 2                |                  |                  | 2,59             | 90,7             | 0                |                  |                  |    |                      |                      |                      |                      |                      |                      |                      |                      |                      |
| 1996-1997  | Red Wings de l'Adirondack | LAH        | 1   | 1                | 0                | 0                |                  |                  | 2,9              | 86,4             | 0                |                  |                  |    |                      |                      |                      |                      |                      |                      |                      |                      |                      |
| 1997-1998  | Lightning de Tampa Bay    | LNH        | 26  | 5                | 14               | 6                |                  |                  | 2,72             | 90               | 0                |                  |                  |    |                      |                      |                      |                      |                      |                      |                      |                      |                      |
| 1998-1999  | Lightning de Tampa Bay    | LNH        | 13  | 5                | 6                | 1                |                  |                  | 4,58             | 85,3             | 2                |                  |                  |    |                      |                      |                      |                      |                      |                      |                      |                      |                      |
| 1999-2000  | Lightning de Tampa Bay    | LNH        | 5   | 1                | 2                | 0                |                  |                  | 4,58             | 85,3             | 0                |                  |                  |    |                      |                      |                      |                      |                      |                      |                      |                      |                      |
| Totaux LNH | Totaux LNH                | Totaux LNH | 429 | 179              | 161              | 54               |                  |                  | 3,03             |                  | 19               |                  | 16               | 4  | 9                    |                      |                      | 3,9                  | 87,1                 | 0                    |                      |                      |                      |

## Parenté dans le sport
Il est le cousin de Ralph Backstrom.

## Récompenses
- Ligue américaine de hockey
  - Nommé dans la première équipe d'étoiles en 1987.
- Ligue nationale de hockey
  - Nommé dans la deuxième équipe d'étoiles en 1990.
  - Invité aux 41e Match des étoiles de la Ligue nationale de hockey en 1990.

## Transactions
- Repêchage 1985 : réclamé par les Sabres de Buffalo (4e choix de l'équipe, 74e au total).
- 2 février 1993 : échangé par les Sabres avec Dave Andreychuk et le choix de première ronde des Sabres au repêchage de 1993 (Toronto réclame avec ce choix Kenny Jonsson) aux Maple Leafs de Toronto en retour de Grant Fuhr et du choix de cinquième ronde des Leafs au repêchage de 1995 (les Sabres sélectionnent Kevin Popp).
- 24 juin 1993 : réclamé lors du premier tour du repêchage d'expansion par les Panthers de la Floride.
- 24 juin 1993 : réclamé lors du deuxième tour du repêchage d'expansion par le Lightning de Tampa Bay.